# Rubén Osvaldo Lago
Rubén Osvaldo Lago (Chivilcoy, 1927-Chivilcoy, 25 de septiembre de 2016) fue un artista desarrollado en diversos ámbitos como la fotografía, el cine, la locución, la música y la investigación y difusión histórica de la ciudad de Chivilcoy.

## Biografía
Nació en 1927 en la ciudad de Chivilcoy, cursó sus estudios en la Escuela de Educación Técnica n° 1 “Doctor Mariano Moreno”; aprendió dibujo en el Ateneo de la Juventud “Doctor Juan Bautista Alberti” y se inició en la actividad cinematográfica en 1940. Radicado en Buenos Aires formó parte de la empresa E.F.A (Establecimientos Filmadores Argentinos) y de regreso a su ciudad natal promovió la fundación “Splending Films”,una organización precursora en el rodaje de 16 milímetros, la cual efectuó la filmación de la película “Tras un crimen.. un misterio” estrenada en la misma ciudad en 1948 a sus 19 años.
Un año antes de su fallecimiento fue declarado ciudadano ilustre un 22 de octubre de 2015, en el marco de lo festejos por los 161° aniversario de la ciudad de Chivilcoy, en la cual se le entregó a Lago la copia del decreto y una placa recordatorio en su homenaje.

## Recorrido artístico
Durante muchos años se desempeñó en calidad de locutor y director de la radio-difusora “Sirena” haciendo publicidad oral y callejera que había creado Don José "Tito" Ranni, en julio de 1934.
Dentro de la fase musical, en Buenos Aires concurrió como alumno de percusión al Conservatorio “Manuel de Falla” y, en Chivilcoy, integró durante las décadas de 1960 y 1970 la Orquesta de Cámara y otros conjuntos de la época, como el grupo de Ricardo Nelson.

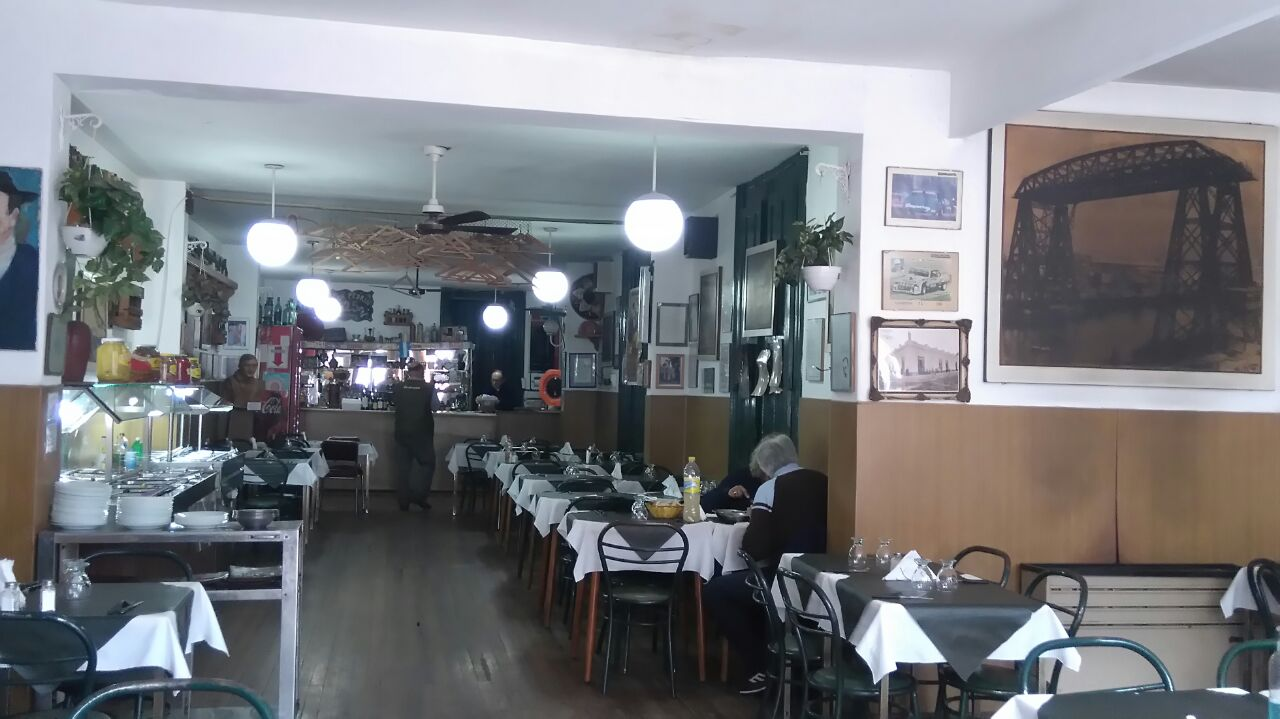
Pizzería Don Pedrín donde se encuentran imágenes y obras de Rubén Osvaldo Lago

En el ámbito de la fotografía realizó numerosas muestras. La primera en 1969 en Chivilcoy, pero también participó en muestras realizadas en el país y en el mundo, en relevantes salones de fotografía. Ejerció como profesor de fotografía en la Escuela Superior de Artes Visuales de su ciudad.
Por nivel estético, trayectoria y talento obtuvo un gran número de galardones, como el Premio Nacional de Arte Fotográfico Color de la Secretaría de Cultura de la Presidencia de la Nación.
Se ha desarrollado dentro del campo de la radio en la emisora L.T 32 Radio Chivilcoy donde realizó audiciones de difusión histórica y musical como “Viaje hacia la música” y “El cine y su música a través del tiempo”.

## Su arte y trayectoria
Su pasión por el cine nació chico, porque su mamá era muy amante del cine y lo llevaba al mismo. Desde los 6 años veía películas en el cine Metropol de su ciudad natal; le gustaba en especial el cine de terror. Eligió ser operador para poder estar más cerca de los rollos de las películas. En ese entonces necesitaban un ayudante para Mario Gentile -el operador- y él fue el elegido. Concurrió a la escuela Industrial y luego de la jornada escolar concurría al cine hasta las 21. Iba a cenar a su casa hasta las 22 y volvía al cine hasta las 24. Ésta fue su rutina durante aproximadamente 2 años.
Siempre fue muy autodidacta y después empezó a comprar libros, a estudiar los directores, biografías y se convirtió en crítico. En Radio Chivilcoy en el programa “El cine y su música a través del tiempo”, hacía las críticas cinematográficas. Estudió cámara y después entró en estudios EFA de Buenos Aires, como ayudante.
Su primer acercamiento al cine fue realizar unas actualidades para la Municipalidad de Chivilcoy y proyectar, una vez al mes o cada dos meses, todas las actividades que se desarrollaban en la intendencia. Comenzó con una cámara de 16mm, ya que no tenía presupuesto para una de 35mm y realizó un cortometraje de 20 minutos: “Tras un crimen... un misterio” en 1948. También hizo documentales que se estrenaban en el Cine Metropol de su ciudad.
La producción de dicha película fue una idea suya, después la adoptó una señora de Buenos Aires de apellido Grisolía. Como se le agotaba el dinero, acortó la producción quedando reducida a 20 minutos, pero originalmente era de 45 minutos.
La cámara que utilizó para dicha película fue una Keyston 16mm con foco fijo. Con los años, adquirió una Bolex y con esa produjo otra película con gente amiga, que fue “Donde menos pensás está la vaca comiendo pasto”.
Hacia fines de los años 1940 había dos estudios cinematográficos en Chivilcoy: "Estudios Splendid Film", que era de él, y "Oeste Film".
Su pasión era el cine argentino en especial las películas de Luis César Amadori, las de Romero y las de Bergman. Las películas de terror eran sus preferidas.
Se dedicó un tiempo a tomar fotografías de campos y si bien no proliferó mucho en su trayectoria, lo poco logrado, lo dejó conforme. El testimonio está expuesto en las fotografías que, a campo libre, plasmó en la zona de Chivilcoy. Todas fueron con tomas directas, salvo la titulada “Nocturnal Pampeano” que tiene un proceso especial: del negativo original se sacó un positivo por contacto en película plana y este positivo sirvió para la copia final, dando un cielo totalmente negro y el caballo con profundos tonos de grises cambiados.
La ciudad de Chivilcoy siempre resultó interesante para sus fotografías. En sus comienzos, a pedido de las librerías Kosoy, Ortelli y Ranni, preparó algunas vistas de la ciudad y edificios públicos en blanco y negro, -más adelante fueron en color- como fotopostales de Chivilcoy. Las mismas se adquirían en dichas librerías y fueron muy solicitadas por turistas que llegaban a la ciudad. De la última edición, sus preferidas fueron la Municipalidad; la Iglesia Ntra. Sra. del Rosario y el Salón del Concejo Deliberante.
Siempre ha tenido un especial interés en fotografiar niños. Tal es así que durante los viajes a la provincia de Catamarca y a la República Oriental del Uruguay, fueron importantes los resultados logrados, generalmente con tomas directas, muchas de ellas impresas en el libro "Osvaldo Lago Artista" publicado en el 2017.

## Características de su técnica
Su técnica consistía en tomas directas o elaboradas en laboratorio que otorga mayores posibilidades artísticas en el resultado final.
En muchas obras utilizó un negativo archivado, por ejemplo en la fotografía “El espectro de la rosa”, que resultó Primer Premio Color Nacional del año 1982, otorgado por la Secretaría de Cultura de la Presidencia de la Nación Argentina. Un negativo tomado como retrato de una de sus modelos, en blanco y negro, le sirvió de base para la toma final. A este negativo le superpuso otro de 6x6 de celuloide transparente, pero manchado con tinta de color: La copia final fue tratada con químicos color papel: logró un efecto fantasmagórico. Con la misma técnica consiguió “Más allá de la realidad”, con la variante que la foto del modelo fue copiada sobre una base curva, lo que hace que el rostro que allí se ve quede alargado.
Otras técnicas que ha utilizado son el uso de dos negativos, con uno positivo, que superpuestos dan “relieve”, “alto” o “bajo”. También el “grano” o foto puntillada, que se hace revelando el negativo a temperatura muy alta -10 o 12 grados-. También se puede finalizar el trabajo pintando con óleo parte de la fotografía terminada, como en “Lorena”.
Más complicado le resultó un proceso que leyó en una revista española: el mismo consistía en usar unas películas vencidas, es decir, muy pasada de su elaboración. Luego, el revelado a temperatura muy alta y el fijado todo lo contrario al normal, es decir, a menos de 20 grados. De esta manera los copulantes color de la película vencida sufren una alteración extraordinaria, dando luego, en la copia final, tonos aterciopelados y contornos de gran efecto como en la fotografía "¡Stop!...Peligro".

## Obras destacadas
- La casa rosada 1995.
- Marionetas 1983.
- Nena.
- Zambullida 1985.
- Don Héctor.
- Festival insólito.
- Fritura floral.
- Vuelo danzante.
- La fuga de la gaviota.
- Tiempo y figura.
- Yo y mi sombra.
- Remolino.
- La dama del bosque.
- Lorena 1992.
- El espectro de la rosa 1982.
- Retrato 1983.
- Telaraña.
- Presagio 1992.
- Otoño 1991.
- Stop 1992.
- Payaso 1981.
- Mujer en llamas 1985.
- La cortina 1993.
- Elena.
- Más allá de la realidad.
- La máscara de la muerte 1984.
- La pared.
- El último grito 1983.
- Capillita.
- El nido.
- La dama de la noche 1992.
- La chica del ballet 1980.
- Mujer caminando.
- Feria semanal.
- Nocturnal pampeano.
- Pausa.
- Rumbo al tambo.
- Diálogo.
- Pausa campestre.
- Discusión.
- Ojo atento.
- Balcón Boquense.
- Curiosidad de changos.
- La infancia que no queremos.

## Premios
- 1º Premio color, Salón Nacional 1982, Presidencia de la Nación, Secretaria de la Cultura (adquisición)- El espectro de la rosa.
- Diploma de honor Fundación Givre 1982- El espectro de la rosa.
- Plaqueta dorada Fundación Givre 1985- La chica del ballet.
- 1º Premio Revista Fotobjetivo/ Tokina, Japón, 1986- La chica del ballet.
- 3º Premio Plaqueta dorada. Salón San Fernando 1986- La chica del ballet.
- Premio adquisición Comunidad Israelita AMIA 1986- La chica del ballet.
- Premio Mención Salón Nacional, Ministerio de Cultura y Educación, 1982- Curiosidad de changos.
- Premio Mención- Medalla de Plata, Salón Bahía Blanca, 1983- Capillita.
- Plaqueta dorada, Fundación Givre, 1983- Capillita.
- Premio especial "Ribon`s". Salón Internacional de Rosario, 1984- Capillita.
- 3º Premio Salón Nacional, Ministerio de Educación y Justicia, 1984- La máscara de la muerte.
- 3º Premio Interfoto Dimensión Arte 1994, Buenos Aires- Mujer en llamas.
- 3º Premio Foto Club Buenos Aires, 1976- Remolino.
- Premio Mención Salon Nacional, Ministerio de Educación, 1981- Payaso.
- 1º Premio Interfoto 1994, Dimensión Arte, Buenos Aires- Yo y mi sombra.
- 1º Premio Círculo Fotocinematográfico de Zárate, provincia de Buenos Aires, 1984- Tiempo y figura.
- Diploma de honor, Fundación Givre, Buenos Aires, 1984- El último grito.
- 1º Premio Municipalidad de San Andrés de Giles, 1984- Libre.
- Premio del Jurado, Mención Salón Zarate, Buenos Aires 1986- La pared.
- Mención Interforo, Buenos Aires, 1994- La telaraña.
- 3º Premio Interfoto- Dimensión Arte, Buenos Aires, 1994- La dama del bosque.

## Reconocimiento actual
En el 2017 se publicó un libro en su homenaje titulado "Ruben Osvaldo Lago Artista" de la mano de la editorial EMCH (Editorial Municipal Chivilcoy) que fue elaborado con la participación del mismo Lago hasta el momento de su fallecimiento. Colaboraron también en su redacción y gestión Horacio Galante, Scaturro Emiliano y Daniel Casas Salicone y fue auspiciado por la Secretaria de Cultura de la Municipalidad de Chivilcoy. En dicho libro se encuentran diversos relatos sobre el artista, redactados tanto por los autores como por familiares, también incluye fotos suyas, obras y postales destacadas junto con los premios otorgados a cada una de ellas.
El 22 de octubre de 2015 fue nombrado Ciudadano Ilustre y se le entregó la copia del decreto y una placa recordatorio en su homenaje.
El 23 de mayo del 2016 se bautizó con el nombre de Rubén Osvaldo Lago, a la cabina de proyección del cine Español, encuentro que contó con la asistencia de amigos del agasajado, como así también de público admirador del exfotógrafo y músico local.